# Bora Ćosić
Bora Ćosić, cyr. Бора Ћосић (ur. 5 kwietnia 1932 w Zagrzebiu) – serbski pisarz, eseista i publicysta.

## Życiorys
Ćosić urodził się w Chorwacji, jednak gdy miał 5 lat, jego rodzice przenieśli się do Belgradu i w tym mieście żył przez ponad pół wieku do wybuchu wojny domowej, kiedy to wyemigrował i osiadł w Berlinie. Pomieszkuje w Rovinju na półwyspie Istria w Chorwacji. Studiował filozofię na Uniwersytecie w Belgradzie, pracował w redakcjach różnych czasopism (m.in. Mlada Kultura, Književne Novine) i w studiu filmowym. Debiutował w połowie lat 50. XX wieku, jest autorem ponad 30 różnorodnych gatunkowo książek (powieści, opowiadania, tomy esejów).
Najważniejsza książka pisarza to opublikowana w 1969 powieść Rola mojej rodziny w światowej rewolucji (Uloga moje porodice u svetskoj revoluciji). Stosunkowo krótki, napisany w brawurowy sposób i mocno sarkastyczny utwór rozgrywający się w Belgradzie lat 30. i 40., przyniósł autorowi międzynarodową sławę. W niektórych krajach książka ta została jednak objęta zakazem druku – nie spodobało się ironiczne spojrzenie Ćosicia na komunistyczną rzeczywistość pierwszych lat powojennych. Także w Polsce Rola mojej rodziny w światowej rewolucji, mimo iż przetłumaczona już na początku lat 70. (przez Danutę Ćirlić-Straszyńską), została wydana dopiero w 2002 nakładem Wydawnictwa Czarne. W następnym roku to samo wydawnictwo opublikowało zbiór esejów Ćosicia pt. Deklaracja celna (Carinska deklaracija). W języku polskim w wydawnictwie Fundacja Pogranicze w serii Meridian ukazała się również książka tego autora zatytułowana Konsul w Belgradzie (Consul u Beogradu).
W 2017 roku był zaangażowany w podpisywanie deklaracji o wspólnym języku Serbii, Czarnogóry, Chorwacji i Bośni i Hercegowiny, dokumentu, w powstanie którego zaangażowanych było około dwustu językoznawców i pisarzy z czterech państw byłej Jugosławii. Deklaracja przedstawiona została w Sarajewie 30 marca 2017 i w ciągu 20 godzin podpisało ją ponad 2000 osób. Celem deklaracji było między innymi zwrócenie uwagi na sztuczne, wynikające z nacjonalizmów podziały i uwydatniane na siłę różnice, nadmierny i nieautentyczny puryzm. Podkreślano, że istnienie jednego, wspólnego języka nie zmienia faktu, że państwa i narody są cztery i nie ma nic wspólnego z przynależnością etniczną i poczuciem tożsamości narodowej.